# Macropsis citronella
Macropsis citronella är en insektsart som beskrevs av Hamilton 1980. Macropsis citronella ingår i släktet Macropsis och familjen dvärgstritar. Inga underarter finns listade i Catalogue of Life.